# Баятская крепость
Баятская крепость (азерб. Bayat qalası) — крепость в селе Кебирли Тертерского района Азербайджана.
Первая крепость и столица Карабахского ханства, основанная Панах Али-ханом, который служил при Надир-шахе, а позднее скрывался в Шеки и Ширване. Позднее Панах Али-хан был назначен Адил-шахом ханом Карабаха, где и правил в 1748—1763 годах.

## История
После убийства Надир-шаха в 1747 году Панах вновь появился в Карабахе с отрядом в 200 всадников. Тогда же в Карабах вернулись племена отузики, джеваншир и кебирли, которые при Надире были насильственно переселены в Хорасан. Вместе с ними к отцу в Карабах бежал из Хорасана и старший сын Панаха, 15-летний Ибрагим Халил-ага.
К моменту признания Панаха ханом Карабаха перед новым правителем встала проблема наличия постоянной ставки и защиты своих владений от многочисленных врагов.

Как только покойный Панах-хан достиг титула хана, чего он все время желал, судьба, наконец, украсила его стан одеянием власти. Он думал про себя о том, что нельзя положиться на изменчивую фортуну, что никогда нельзя верить в прочность счастья и в то, что богатство будет вечно сопутствовать одному и тому же лицу. Он думал (о том), что нельзя доверять хитрости матёрого волка превратной судьбы, беспрестанно меняющей свой лик. Фортуна хитра и коварна, она перекрашивается в любые цвета. Умный и знающий человек не должен верить судьбе, меняющей свои цвета, и её хитрости и низости, поэтому не подобает более проводить времени в степи. Там достичь цели невозможно, во что бы то ни стало надо построить мощную крепость, чтобы в трудные минуты можно было там укрыться. Насколько ни был бы силён лев, он должен иметь своё логовище. Если орел и есть царь птиц, если все птицы и трепещут перед его цепкими когтями, все же он обязательно должен обосноваться в каком-то гнезде. Это необходимо для того, чтобы они в трудные минуты могли спасти себя от петли невзгод и опасности, грозящей от врага.
— Мирза Адигезаль-бек
Поэтому уже в 1745 году он приступил к строительству своей крепости Баят в Кебирлинском магале. В короткий срок были возведены внешние стены, вырыты рвы, построены базар, баня и мечеть. В крепость он переселил всю свою семью и домочадцев, а также семейства своих родственников и знатных людей из илатов. Кроме них, многие из окрестных жителей и даже жителей и особенно ремесленников Тебризского вилаета и Ардебиля, до которых дошла молва о преуспеянии, обходительности Панах хана, также пришли с семьями и обосновались в крепости Баят.
Опасаясь роста могущества и независимости Панах Али-хана, правитель соседнего ханства Шеки Гаджи Челеби и хан Ширвана собрали большое войско и начал осаду Баята. Но несмотря на продолжительную осаду, Гаджи Челеби так и не удалось взять крепость. Постоянные вылазки и неожиданные атаки осаждающих вынудили войско Гаджи Челеби снять осаду и вернуться в свои владения.

Осада длилась более одного месяца, /тем не менее/ ханы Ширвана и Шеки ничего не могли сделать. И когда они увидели, что ежедневно захватывается большое количество их коней и вьючных животных, а войско терпит огромные потери, они вернулись в свои вилайеты с горечью и раскаянием. На обратном пути правитель Шекинского вилайета Гаджи Челеби, являвшийся одним из достойных людей своего времени, сказал: «Панах хан был ханом. Мы пришли, воевали с ним и, не преуспев ни в чём, возвращаемся обратно, сделав его шахом».
— Мирза Джамал Джеваншир
После этой осады власть Панах хана ещё более упрочилась, и теперь он решил подчинить своей власти армянских меликов. По истечении пятилетнего пребывания в крепости Баят было решено, что, поскольку последняя находится в окружении многочисленных врагов, оставаться в ней и строить тут постоянные город и крепость несовместимо с правилами предосторожности. Поэтому крепость необходимо соорудить на таком месте, которое было бы связано с карабахскими горами, с тем, чтобы во время столкновения с врагами карабахские илаты могли сохранить свой скот и имущество от посягательства врагов в неприступных горах Карабаха.
20 ноября 1751 года у источника Шахбулаг началось строительство новой крепости, и уже 7 ноября 1752 года хан вместе с семьёй и приближёнными обосновался там.